# Llista de tensors d'inèrcia
A continuació donem una llista de tensors d'inèrcia mesurats respecte als eixos principals d'inèrcia. Juntament amb el teorema de Steiner i canvis de base, podem obtenir, en tots els casos, el tensor d'inèrcia en un altre punt del sòlid i amb una altra orientació.

## Llista de tensors d'inèrcia
| Descripció | Figura | Tensor d'inèrcia |
| --- | --- | --- |
| Esfera sòlida de radi r i massa m.                                                                                    | Esfera sòlida | {\displaystyle I={\begin{bmatrix}{\frac {2}{5}}mr^{2}&0&0\\0&{\frac {2}{5}}mr^{2}&0\\0&0&{\frac {2}{5}}mr^{2}\end{bmatrix}}}                                                                                 |
| Esfera buida de radi r i massa m.                                                                                     | Esfera buida de radi r i massa m.                                                                                     | {\displaystyle I={\begin{bmatrix}{\frac {2}{3}}mr^{2}&0&0\\0&{\frac {2}{3}}mr^{2}&0\\0&0&{\frac {2}{3}}mr^{2}\end{bmatrix}}}                                                                                 |
| El·lipsoide sòlid de semieixos a, b, c i massa m.                                                                     | El·lipsoide sòlid | {\displaystyle I={\begin{bmatrix}{\frac {1}{5}}m(b^{2}+c^{2})&0&0\\0&{\frac {1}{5}}m(a^{2}+c^{2})&0\\0&0&{\frac {1}{5}}m(a^{2}+b^{2})\end{bmatrix}}}                                                         |
| Con circular recte de radi r, altura h i massa m, respecte al seu vèrtex.                                             | Con circular | {\displaystyle I={\begin{bmatrix}{\frac {3}{5}}mh^{2}+{\frac {3}{20}}mr^{2}&0&0\\0&{\frac {3}{5}}mh^{2}+{\frac {3}{20}}mr^{2}&0\\0&0&{\frac {3}{10}}mr^{2}\end{bmatrix}}}                                    |
| Prisma rectangular ple d'amplada w, altura h, profunditat d, i massa m.                                               | Prisma rectangular | {\displaystyle I={\begin{bmatrix}{\frac {1}{12}}m(h^{2}+d^{2})&0&0\\0&{\frac {1}{12}}m(w^{2}+d^{2})&0\\0&0&{\frac {1}{12}}m(w^{2}+h^{2})\end{bmatrix}}}                                                      |
| Vareta lineal orientada segons l'eix y, de longitud l, massa m i gruix despreciable, que gira respecte al seu extrem. | Vareta lineal orientada segons l'eix y, de longitud l, massa m i gruix despreciable, que gira respecte al seu extrem. | {\displaystyle I={\begin{bmatrix}{\frac {1}{3}}ml^{2}&0&0\\0&0&0\\0&0&{\frac {1}{3}}ml^{2}\end{bmatrix}}} |
| Vareta lineal orientada segons l'eix y, de longitud l, massa m i gruix despreciable, que gire respecte el centre.     | Vareta lineal orientada segons l'eix y, de longitud l, massa m i gruix despreciable, que gire respecte el centre.     | {\displaystyle I={\begin{bmatrix}{\frac {1}{12}}ml^{2}&0&0\\0&0&0\\0&0&{\frac {1}{12}}ml^{2}\end{bmatrix}}}                                                                                                  |
| Cilindre sòlid de radi r, altura h i massa m.                                                                         | Cilindre sòlid de radi r, altura h i massa m.                                                                         | {\displaystyle I={\begin{bmatrix}{\frac {1}{12}}m(3r^{2}+h^{2})&0&0\\0&{\frac {1}{12}}m(3r^{2}+h^{2})&0\\0&0&{\frac {1}{2}}mr^{2}\end{bmatrix}}}                                                             |
| Escorça cilíndrica, amb radi interior r1, radi exterior r₂, altura h i massa m.                                       | Escorça cilíndrica, amb radi interior r1, radi exterior r₂, altura h i massa m.                                       | {\displaystyle I={\begin{bmatrix}{\frac {1}{12}}m(3({r_{1}}^{2}+{r_{2}}^{2})+h^{2})&0&0\\0&{\frac {1}{12}}m(3({r_{1}}^{2}+{r_{2}}^{2})+h^{2})&0\\0&0&{\frac {1}{2}}m({r_{1}}^{2}+{r_{2}}^{2})\end{bmatrix}}} |